# Provincia di Forlì-Cesena
La provincia di Forlì-Cesena è una provincia italiana della regione Emilia-Romagna di 393 628 abitanti, con capoluogo le città di Forlì e di Cesena.
Fino al 1992 era denominata "provincia di Forlì" e comprendeva, oltre al Cesenate, anche il Riminese: col distacco del territorio destinato a costituire la provincia di Rimini, la restante parte assunse il nome attuale, senza tuttavia conferire lo status di co-capoluogo a Cesena sino al 30 gennaio 2024. La sigla automobilistica FO, inoltre, rimase invariata sino al 1994, quando fu cambiata in FC.
È formata dal territorio forlivese, 185 050 abitanti, e da quello cesenate, 208 578 abitanti, ambedue di 15 comuni. Dal punto di vista amministrativo, vi sono 3 unioni di comuni: quella della Romagna forlivese, nel Forlivese, e l'Unione Valle Savio e l'Unione Rubicone e Mare, nel Cesenate.
Confina a nord con la provincia di Ravenna, a est con il mare Adriatico, a sud-est con la provincia di Rimini, a ovest e sud-ovest con la Toscana (provincia di Arezzo e città metropolitana di Firenze).

## Storia del territorio della provincia attuale

### Le prime testimonianze
Dai numerosi ritrovamenti archeologici effettuati in tutta la provincia, si è potuto affermare che già dalla preistoria questo territorio era abitato, i ritrovamenti più significativi sono quelli di monte Poggiolo e del Colle Garampo.
Nel 285 a.C. viene conquistata per la prima volta Cesena dai romani, nel 266 a.C. Sarsina, fondata da popolazioni umbre, viene conquistata dai romani, sempre a Sarsina nel 254 a.C. nasce il commediografo Tito Maccio Plauto. Dal 191 al 187 a.C. viene costruita la via Emilia tra Rimini e Piacenza. Agli inizi del II secolo a.C. i romani fondano la colonia di Forum Livii, la futura Forlì.
Giulio Cesare il 10 gennaio del 49 a.C. attraversò il fiume Rubicone (o il Pisciatello) alla testa di un esercito, violando apertamente la legge che proibiva l'ingresso armato dentro i confini dell'Italia e dando il via alla seconda guerra civile, pronunciando la celeberrima frase: Alea iacta est.
Dal VI secolo all'VIII secolo Forlì e Cesena e il loro territorio fanno parte dell'esarcato di Ravenna. Il longobardo Astolfo invade l'esarcato nel 751, ponendo fine alla dominazione bizantina nell'Italia settentrionale.

### Dall'età comunale alle signorie
Nell'XI secolo Forlì e Cesena si danno statuto di libero comune.
La ghibellina Forlì accoglie Federico II nel 1241, che le concede l'uso dell'aquila sveva nello stemma comunale. Nel 1278 Rodolfo I d'Asburgo riconferma a Nicolò III la donazione della Romagna e Marche che Pipino il Breve aveva fatto a Stefano II. Nel 1282 avviene lo scontro tra l'esercito francese, inviato da Papa Martino IV, e il conte Guido da Montefeltro (battaglia di Forlì).
Nel 1302 Cesenatico viene fondato come porto militare da Cesena.

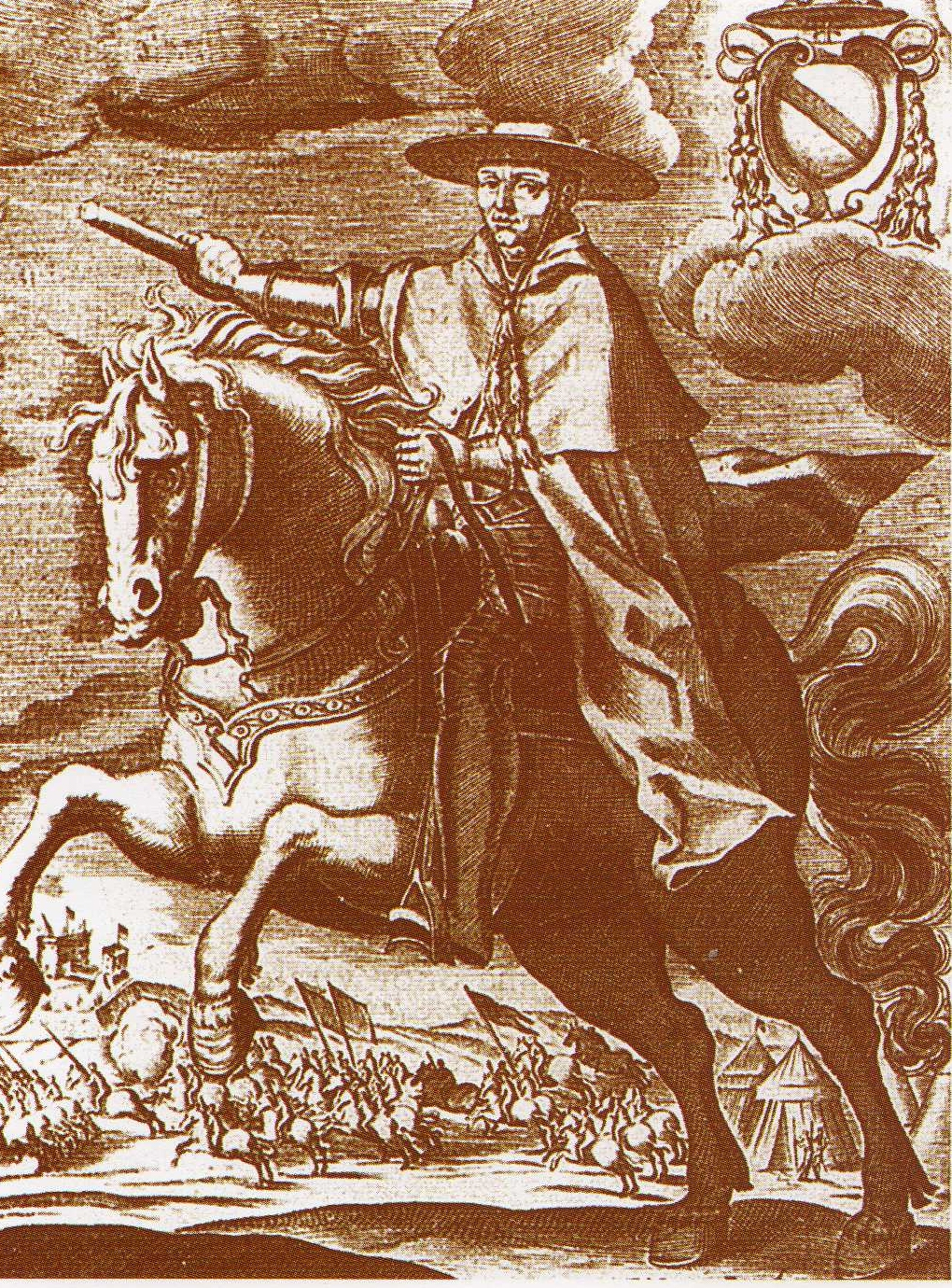
Egidio Albornoz a cavallo in una incisione del XVII secolo

Scarpetta Ordelaffi, futuro signore di Forlì, nel 1303 offre ospitalità a Dante Alighieri, esule da Firenze. Nel 1338, dopo la sollevazione contro il legato papale Bertrando del Poggetto, Cesena passa nelle mani di Francesco II Ordelaffi. Gil Álvarez Carrillo de Albornoz, cardinale legato in Romagna per conto di Innocenzo VI, avvia una lunga campagna militare contro Francesco Ordelaffi, campagna che avrà il suo culmine nella crociata contro i forlivesi. Il 21 giugno del 1357 Cia Ordelaffi, moglie di Francesco Ordelaffi, si arrende in Cesena al cardinale Albornoz, mentre il 28 giugno il loro figlio abbandona Bertinoro. Il 4 luglio del 1359 cade Forlì, nel 1361 viene distrutta Forlimpopoli ad opera del cardinale Albornoz.
Nel 1371 il cardinale Anglico de Grimoard descrive la provincia di Romagna.
Nel 1376 rientra la famiglia Ordelaffi a Forlì.
Dal 1º al 3 novembre del 1377 le truppe bretoni del cardinale Roberto di Ginevra, legato papale, comandante del capitano di ventura Giovanni Acuto, distruggono Cesena. Cesena viene concessa a Galeotto I Malatesta da papa Urbano VI nel 1378, ponendo l'inizio della signoria malatestiana sulla città.

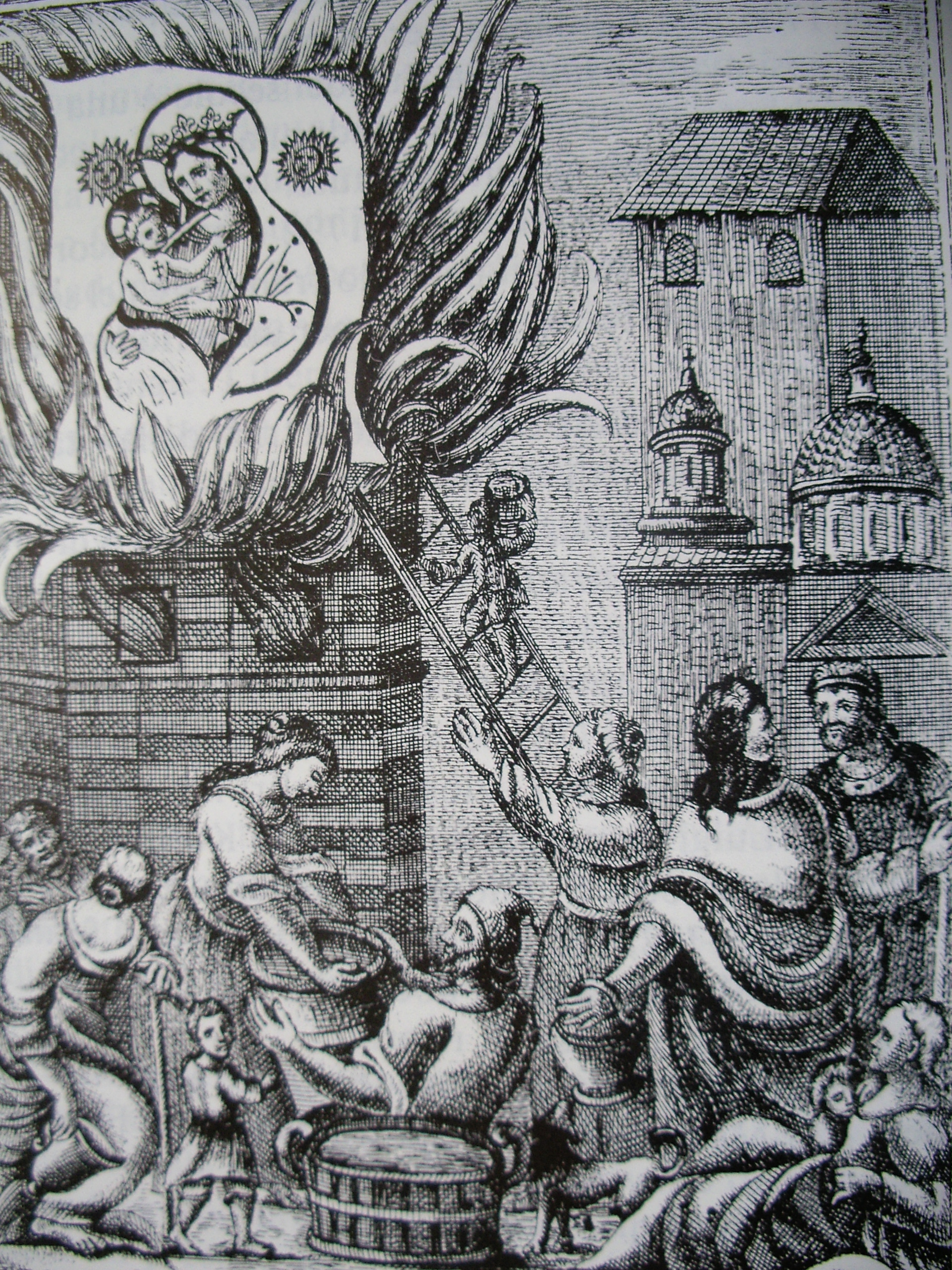
Pagina di un antico codice che raffigura il miracolo della Madonna del Fuoco

Nel 1403 Castrocaro passa dal dominio degli arcivescovi di Ravenna a Firenze e diviene capoluogo della Romagna toscana fino al 1579.
Nel 1428 una xilografia della Madonna, conservata nel Duomo di Forlì scampa miracolosamente a un incendio; da allora diviene patrona della città col nome di Madonna del Fuoco.
Ad opera di Novello Malatesta nel 1447 inizia la costruzione della Biblioteca Malatestiana di Cesena, l'inaugurazione avverrà il 15 agosto del 1454.

### Il ritorno della Chiesa
Il 20 novembre del 1465 muore Novello Malatesta, e ha così fine la dinastia della famiglia a Cesena. Muore l'ultimo signore di Forlì, Pino III Ordelaffi, nel 1480.
Girolamo Riario, con la moglie Caterina Sforza, diviene il nuovo signore di Forlì nel 1484; quattro anni più tardi verrà assassinato dai sicari della famiglia Orsi.

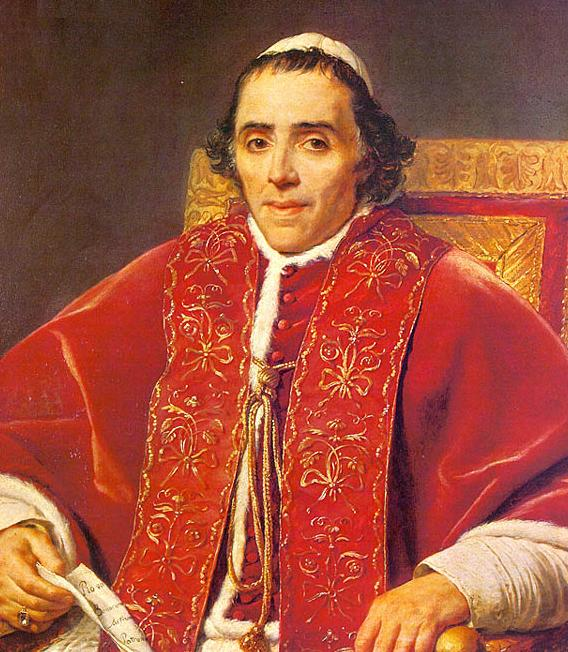
Papa Pio VII

Il 12 gennaio del 1500 Caterina Sforza viene spodestata da Cesare Borgia, che occupa Forlì e diviene duca di Romagna; il 2 agosto anche Cesena capitola al Valentino, e diviene la capitale del Ducato di Romagna. Due anni più tardi giunge in città Leonardo da Vinci, al seguito di Borgia, per rilevare ed aggiornare le fortificazioni delle città di Romagna e ispeziona il porto-canale di Cesenatico.
Cesena e Forlì, nel 1504, ritornano sotto il dominio dello Stato della Chiesa, che si protrarrà fino al 1796.
La signoria Zampeschi inizia nel 1535 a Forlimpopoli.
Nel 1564 viene fondata la cittadella fortificata di Eliopoli-Terra del Sole ad opera del granduca di Toscana Cosimo I de' Medici.
Nel 1581 Longiano passò sotto il dominio diretto della Chiesa, anche Forlimpopoli subirà la stessa fine undici anni più tardi.

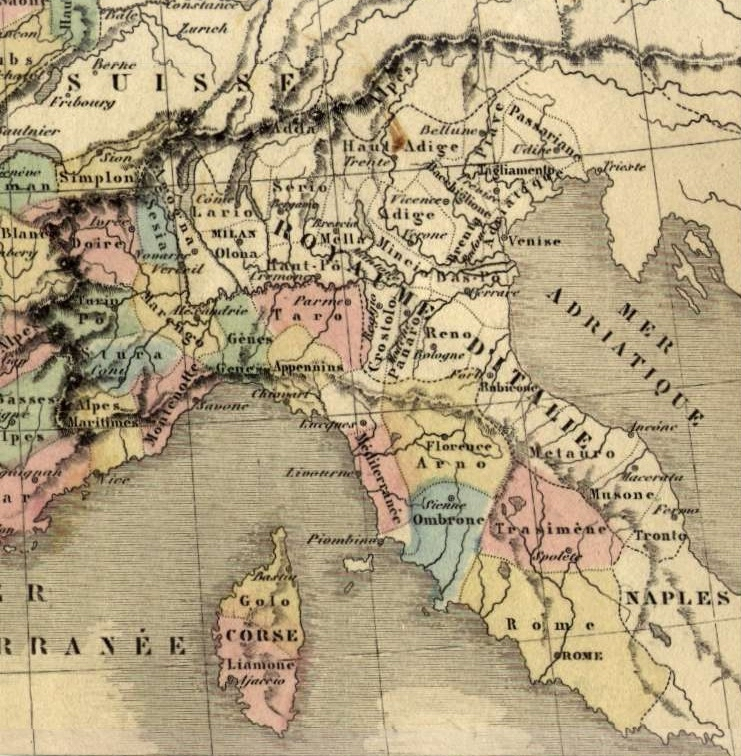
Dipartimenti napoleonici italiani

Nel 1775 sale a soglio pontificio il cesenate Giovanni Angelo Braschi, con il nome di Pio VI.
Nel 1796 i francesi occupano il territorio delle legazioni pontificie.
Forlì e Cesena entrano a far parte della Repubblica Cisalpina nel 1797, e nel settembre dell'anno successivo Forlì diviene capitale del Dipartimento del Rubicone, comprende Cesena, Ravenna e Rimini.
Nel 1799 muore, all'età di 81 anni, papa Pio VI; nell'anno seguente divenne papa nuovamente un cesenate: Luigi Barnaba Chiaramonti, che assunse il nome di Pio VII.

### La restaurazione e il risorgimento
Cesena e Forlì tornano sotto l'autorità pontificia nel 1815. Nel 1823 muore papa Pio VII all'età di 81 anni. Il governo pontificato riconosce l'autonomia comunale di Cesenatico.
Il 5 febbraio del 1831 avviene un'insurrezione popolare a Forlì; invece il 20 gennaio dell'anno seguente, 5000 soldati pontifici marciarono su Cesena, pronti a reprimere i ribelli cesenati; lo scontro si rivelò subito impari e rapida fu l'entrata dei papalini in città, dove uccisero tra le 15 e le 20 persone, dandosi poi al saccheggio.

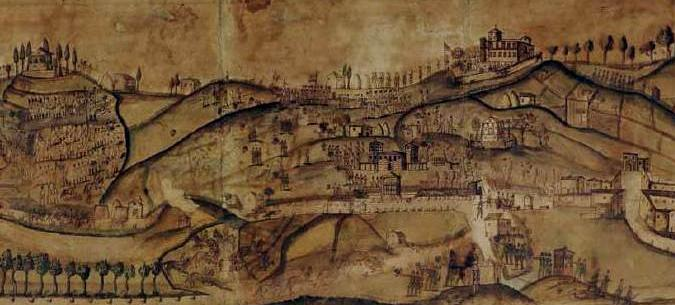
Immagine della Battaglia del Monte del 20 gennaio 1832

Si forma la Pinacoteca di Forlì nel 1838.
A Forlì l'assemblea popolare dei circoli politici della Romagna e Marche del 13 dicembre del 1848 chiede la nomina di un governo provvisorio.
Il 1º agosto del 1849 Garibaldi e Anita morente si imbarcano nel porto di Cesenatico alla volta di Venezia.
Nel 1851 il brigante Stefano Pelloni, detto il Passatore, fa irruzione con la propria banda nel Teatro di Forlimpopoli e per qualche giorno tiene in scacco le forze dell'ordine della città.

### Dall'unità d'Italia al Fascismo
Il 1º settembre del 1859 a Bologna l'assemblea della Romagna dichiara cessato il potere temporale dei papi, il 27 dicembre con decreto dittatoriale viene costituita ufficialmente la Provincia di Forlì, suddivisa nei circondari di Forlì, di Cesena e di Rimini.
Nel marzo del 1860 a seguito di un plebiscito popolare le città di Forlì e Cesena entrano a far parte del Regno di Sardegna (che divenne poi Regno d'Italia). L'anno successivo, compiendo un progetto già approvato dal governo di Pio IX, viene costruito l'asse ferroviario Bologna-Rimini, inaugurato prima nel tronco Bologna-Forlì e poi nel successivo Forlì-Rimini.

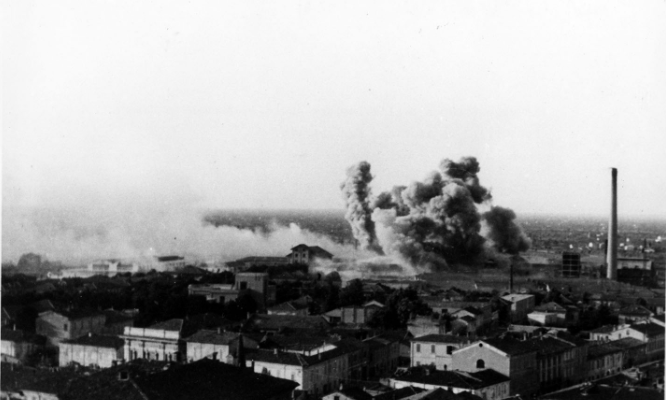
Cesena durante i bombardamenti della seconda guerra mondiale

Apre il Museo archeologico di Forlì nel 1874, grazie all'opera di Antonio Santarelli.
Nel 1883 si costituisce la Pinacoteca di Cesena; nello stesso anno nasce a Dovia di Predappio Benito Mussolini. Nel 1890 viene istituito da Antonio Santarelli il Museo archeologico di Sarsina.
Nel 1923 il territorio provinciale si ingrandisce mediante l'acquisizione dei dodici comuni del circondario di Rocca San Casciano, parte della cosiddetta Romagna toscana, già della provincia di Firenze. L'operazione aveva anche un valore propagandistico, perché consentiva di situare all'interno della provincia di Forlì le sorgenti del Tevere, il fiume di Roma. Ciò accreditava, nell'immaginario, il percorso politico di Benito Mussolini, che si presentava come l'ultimo degli antichi Romani, da Predappio, appunto in provincia di Forlì, a Roma, alla guida del Paese.
Dopo l'armistizio del settembre del 1943, anche Cesena e Forlì danno il loro contributo alla guerra di resistenza. In particolare, in provincia di Forlì nasce la prima repubblica partigiana, la repubblica del Corniolo.
Dopo che, nel maggio del 1944 Cesena è stata bombardata, una sorte ancora più dura tocca a Forlì in dicembre, quando rimane distrutta una parte non irrilevante del patrimonio artistico della città: il Teatro Comunale, che non verrà più ricostruito, la Torre Civica e la Chiesa di San Biagio contenente affreschi di Melozzo degli Ambrosi.

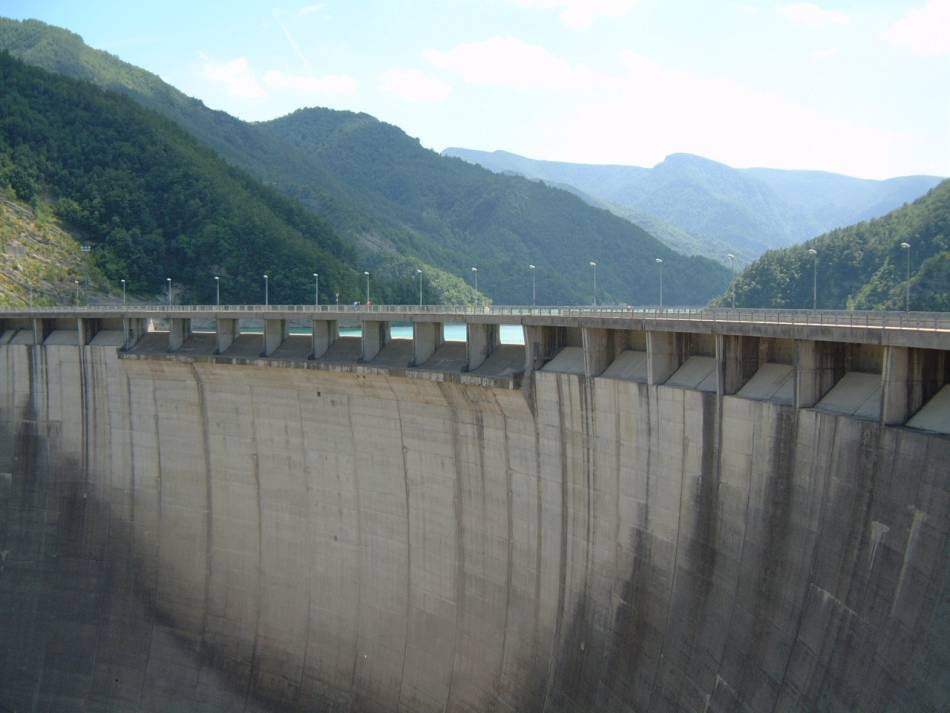
La Diga di Ridracoli

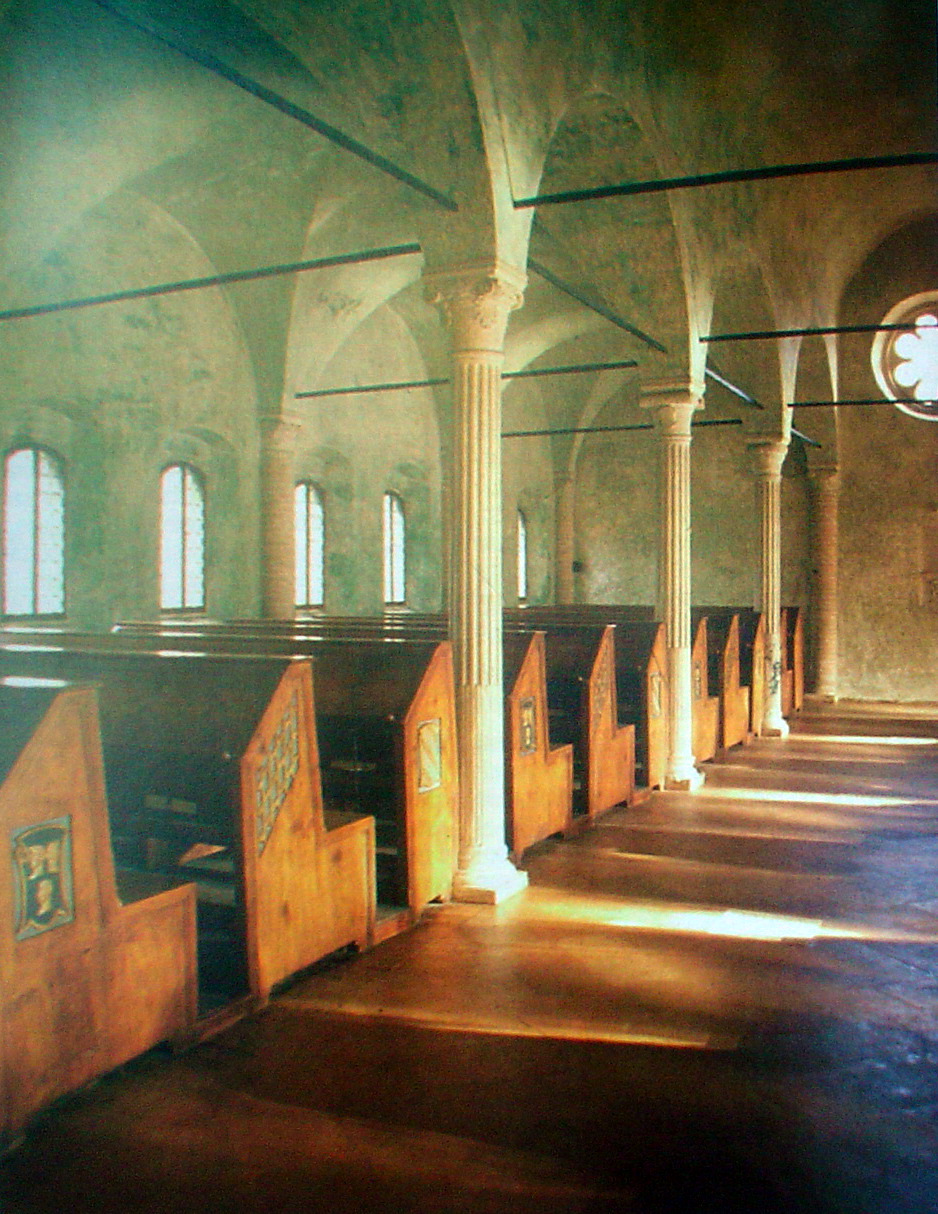
Interno della Biblioteca Malatestiana

### Dal dopoguerra ad oggi
Nel 1961 apre il Museo archeologico Civico di Forlimpopoli.
Nel 1966 apre il primo tratto, da Bologna a Cesena, dell'Autostrada A14.
Nel 1969 viene inaugurato il nuovo Museo storico dell'Antichità di Cesena (oggi Museo Archeologico) dopo un lungo e costante impegno di studiosi dell'Università di Bologna; nel 1972, il nuovo Museo meritò anche una menzione speciale dell'UNESCO.
Nel 1982 viene ultimata la Diga di Ridracoli (alta 103,5 m, con uno sviluppo di coronamento di 430 m), grande riserva idrica per i comuni della provincia. Nello stesso 1982 viene aperta al pubblico la Pinacoteca comunale di Cesena nei restaurati locali nell'Ex-convento di San Biagio.
Nel 1986 la Diocesi di Cesena e la Diocesi di Forlì cambiano rispettivamente la propria denominazione in Diocesi di Cesena-Sarsina e Diocesi di Forlì-Bertinoro, con alcune modifiche territoriali.
Nel 1989 vengono avviati gli insediamenti universitari di Cesena e Forlì, con l'attivazione dei primi corsi di laurea decentrati dell'Ateneo di Bologna.
Nel 1992, con il Decreto Legislativo n. 252, viene denominata la nuova Provincia di Forlì-Cesena, contestualmente all'istituzione della nuova Provincia di Rimini. Nel 1993 nasce l'ente di gestione del Parco Nazionale delle Foreste Casentinesi, Monte Falterona e Campigna.
Nel 1995 avvengono le prime elezioni amministrative della nuova provincia.
Nel 1999 la provincia di Forlì-Cesena ha assunto la sigla automobilistica FC in luogo del precedente FO.
Nel 2005 l'UNESCO ha inserito nel Registro della Memoria del Mondo la Biblioteca Malatestiana di Cesena.
Nel 2010 anche il codice ISO della Provincia è stato aggiornato in FC.

## Monumenti e luoghi d'interesse

### Architetture religiose
- Abbazia di Sant'Ellero di Galeata

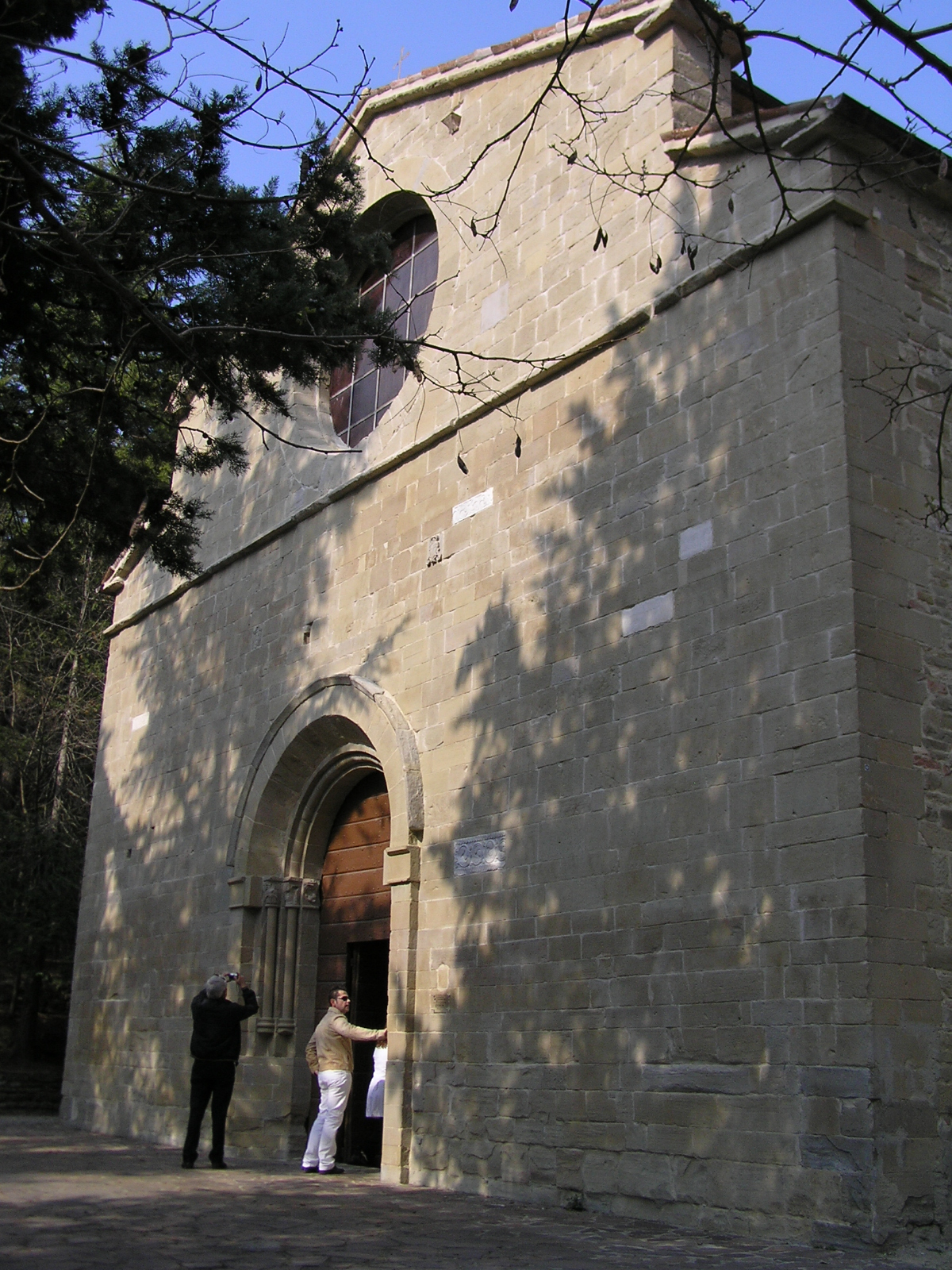
Abbazia di Sant'Ellero

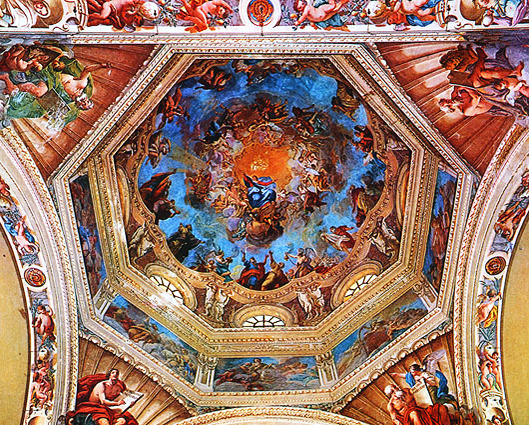
Cupola dell'Abbazia di Santa Maria del Monte

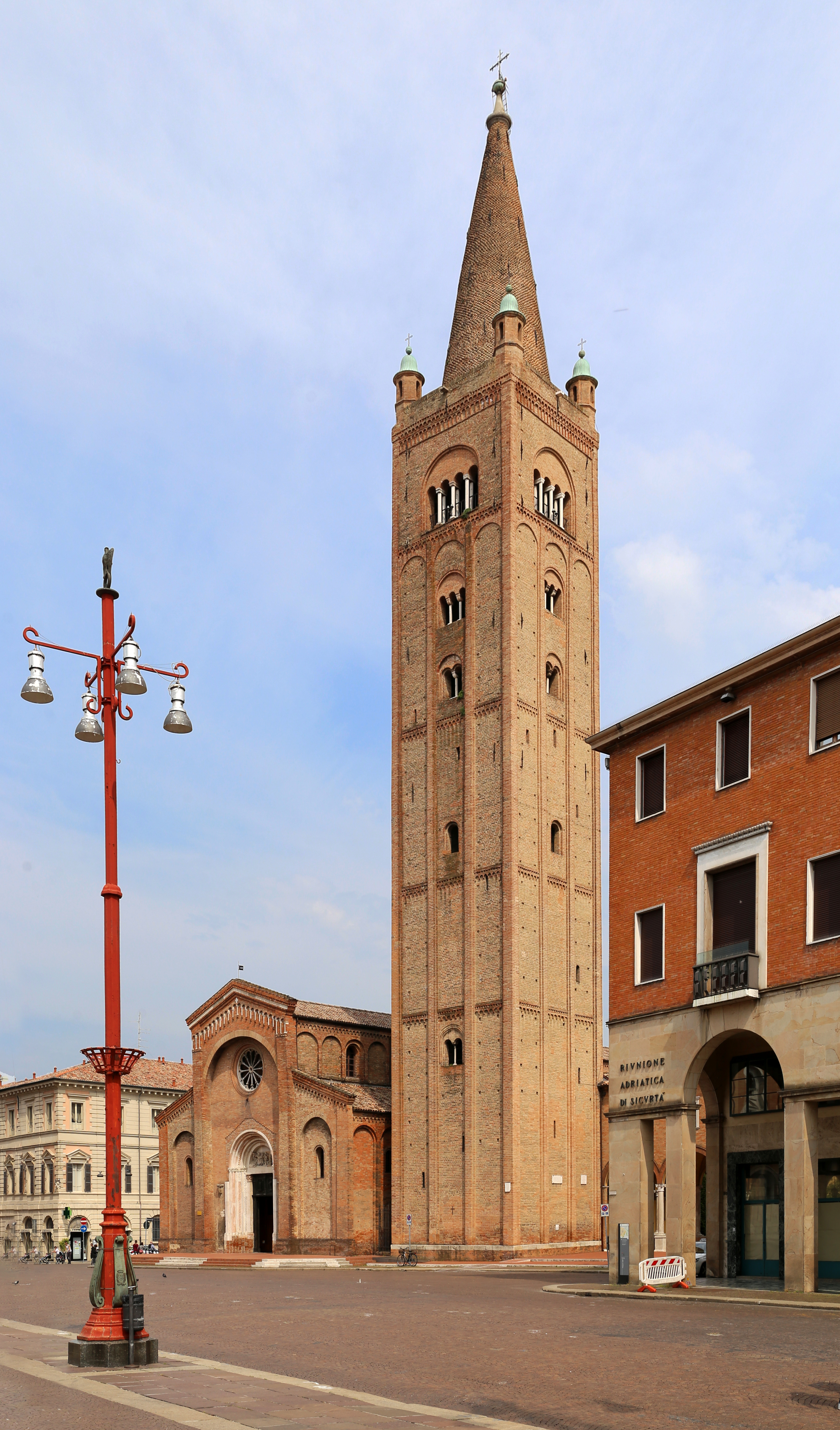
Facciata dell'Abbazia di San Mercuriale

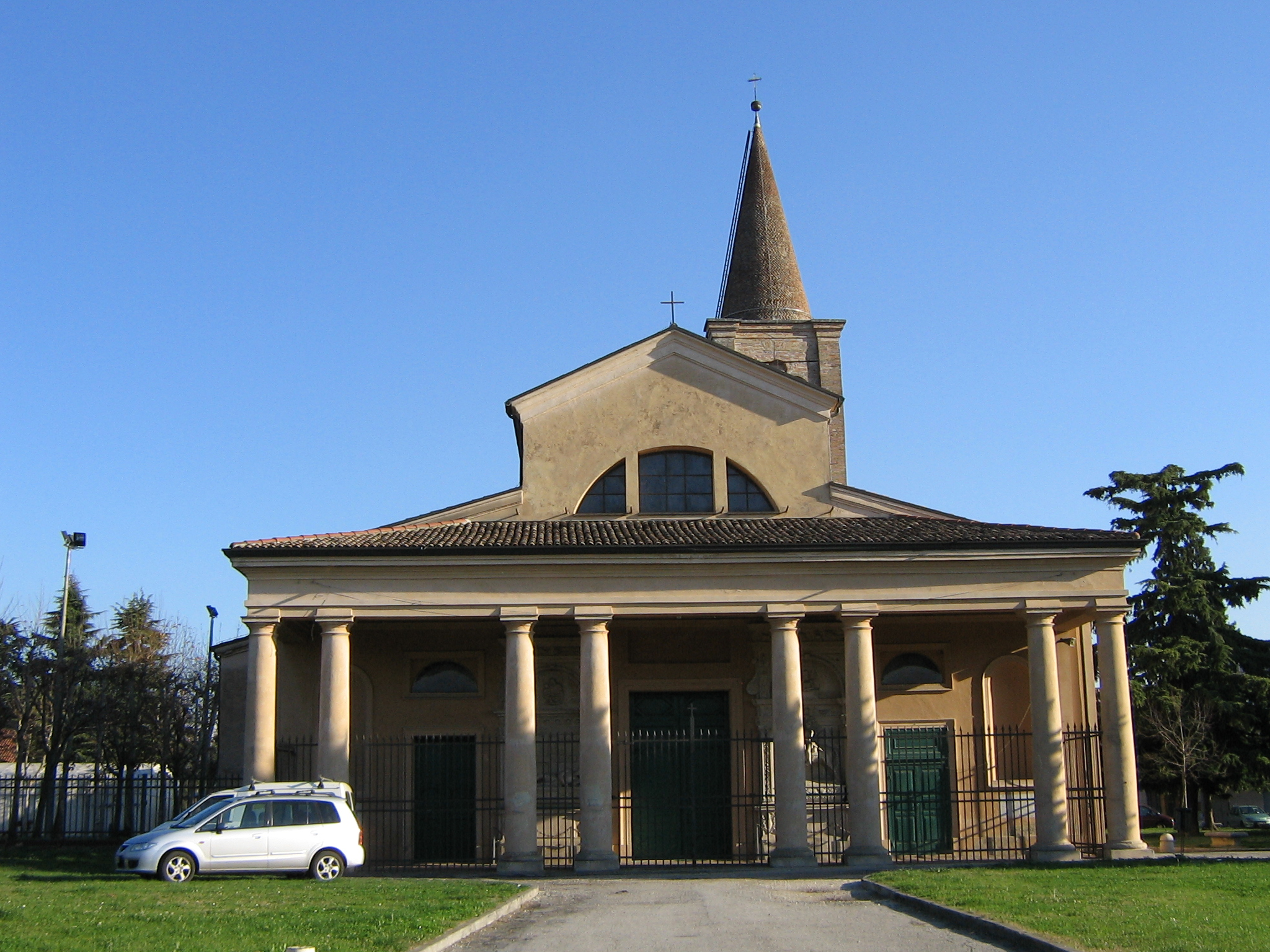
Esterno della Basilica di San Rufillo

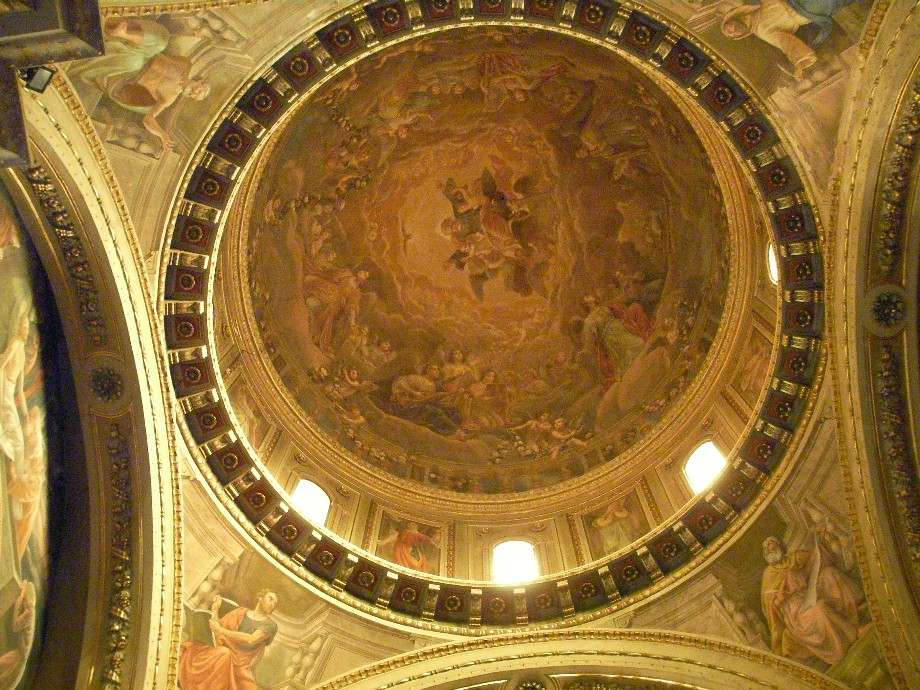
Cappella della Madonna del Fuoco della Cattedrale di Santa Croce

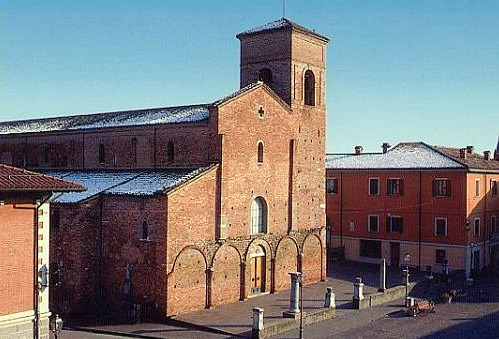
La concattedrale di san Vicinio a Sarsina

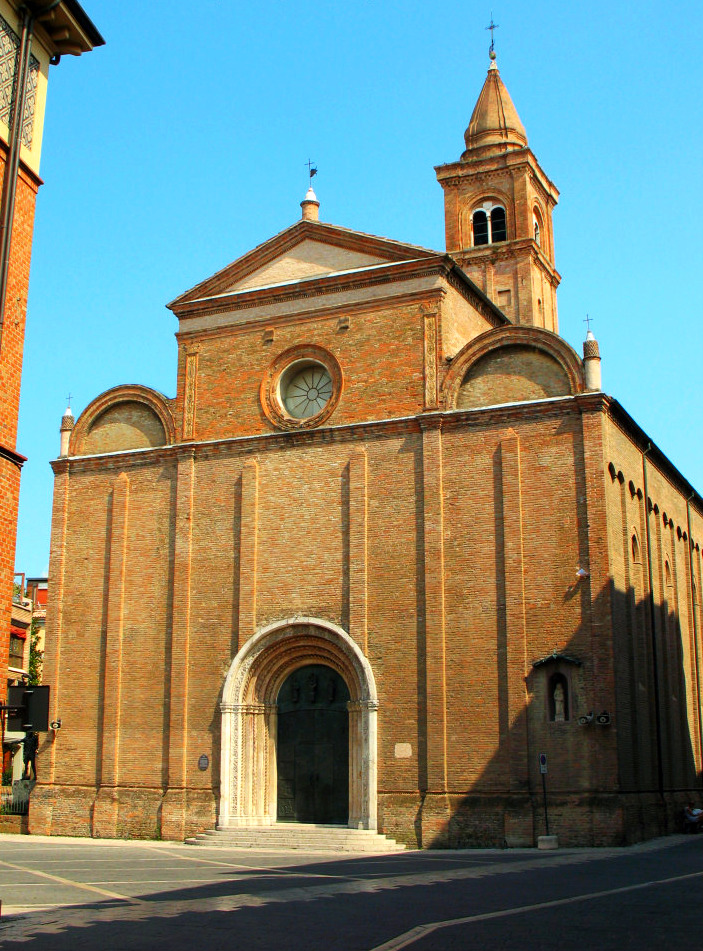
Facciata della Cattedrale di San Giovanni Battista

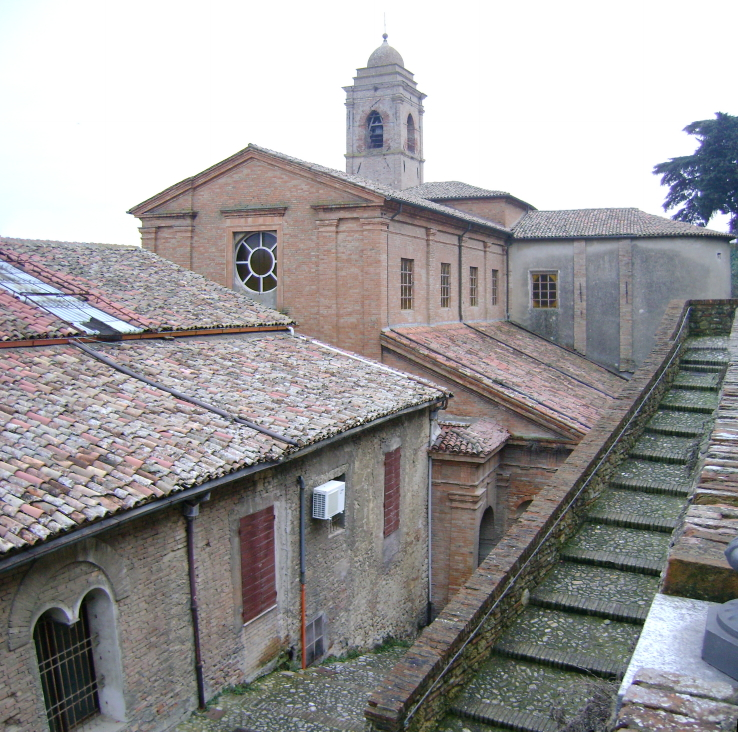
Concattedrale di Santa Caterina

Nell'Abbazia romanica sono conservate le spoglie di Sant'Ellero. I lavori per la costruzione dell'abbazia iniziarono nel 497. Il complesso monastico è stato più volte ricostruito e restaurato: di esso rimane la chiesa romanica con la facciata in blocchi di arenaria. L'osservazione dell'esterno rivela che appartiene al romanico la facciata a salienti, in pietra dalle tonalità calde, nel cui timpano spicca l'oculo cilindrico. La parte più importante e affascinante dell'esterno è comunque il portale, restaurato di recente, strombato verso l'interno, il cui arco a tutto sesto si regge su antichi capitelli scolpiti che recano i segni del tempo, ma ancora perfettamente leggibili.
- Abbazia di Santa Maria del Monte di Cesena

L'imponente complesso dell'Abbazia di Santa Maria del Monte sorge sul colle Spaziano. Al colle, dove ora sorge la millenaria basilica, era solito andare in preghiera il vescovo Mauro, oggi santo; dopo la sua morte fu eretta una chiesa, 1000 ca., e poi tra il 1001 e il 1026 venne edificato un monastero. Nel corso degli anni la basilica si è arricchita di notevoli opere d'arte. Inoltre va ricordata la di collezione di ex voto, una delle più grandi d'Europa.
- Abbazia di San Mercuriale di Forlì

La chiesa odierna sorge in gran parte sull'area occupata fin dal IV secolo-V secolo dalla pieve dedicata a Santo Stefano, che andò distrutta da un incendio nel 1173, seguito dell'incendio, la chiesa fu ricostruita con tre navate e tre absidi, una voluminosa cripta e un protiro che precedeva il portale. Compare anche l'intitolazione a San Mercuriale. L'attuale edificio, in stile romanico lombardo, fu terminato nel 1180 insieme al campanile.
- Basilica di Santa Maria Assunta di Bagno di Romagna

La Basilica si affaccia sulla piazza principale, l'impianto attuale della chiesa risale al Rinascimento. Lo storico camaldolese Fortunio ne fa risalire la fondazione all'anno 860. Dell'antica chiesa rimane il campanile alto; il portale di Santa Maria, inserito su un precedente portale con arco a tutto sesto, che mostra alla sua destra lo stemma dei Camaldolesi che furono ininterrottamente presenti dal 1299 al 1808; all'interno è presente il fonte battesimale risalente al Mille; nelle sette cappelle sono conservate il corporale del miracolo eucaristico avvenuto nel 1412; un trittico di Neri di Bicci (1467); una "Madonna della Rosa" del maestro di Sant'Ivo (1410); una "Vergine" eseguita nella bottega di Donatello verso il 1410; il tabernacolo quattrocentesco situato nella prima cappella a destra a partire dal presbiterio, attribuito alla scuola di Giuliano da Maiano.
- Basilica di San Pellegrino Laziosi di Forlì

La basilica, situata nell'antico rione di Campostrino, si compone di tre navate, con dieci altari laterali, convergenti tutti verso l'abside. È costruita su una chiesa preesistente, dedicata a Sant'Agnese, di cui si può vedere il portale ogivale inserito nell'attuale facciata. Notevole è anche il trecentesco coro in legno: l'unico esempio di stile gotico in Romagna e forse il più antico di tutta la regione. Dal 1345 nella chiesa, curata dall'ordine religioso dei Servi di Maria, è custodito il corpo di San Pellegrino Laziosi, tumulato dal Settecento nel santuario, collocato nel lato destro della basilica. È meta di pellegrinaggi soprattutto il 1º maggio, giorno in cui Forlì festeggia il santo. In questo giorno nel rione Campostrino ci sono numerose bancarelle che vendono cedri.
- Basilica di San Rufillo di Forlimpopoli

La Basilica edificata intorno al VI secolo, conservante le reliquie del Santo. Oltre alle due pale, una dipinta da Luca Longhi nel 1528 raffigurante la Madonna col Bambino, l'altra (anch'essa cinquecentesca) di Francesco Menzocchi rappresentante la Deposizione della Croce, si possono ammirare all'esterno due monumenti sepolcrali dedicati ai signori Brunoro I Zampeschi e Brunoro II Zampeschi.
- Basilica di San Vicinio di Sarsina

La chiesa, di stile romanico, fu costruita in un'epoca fra X ed XI secolo, su un edificio preesistente di epoca romana o paleocristiana. Essa è dedicata al primo vescovo della chiesa sarsinate, Vicinio, vissuto fra III e IV secolo. Secondo la tradizione il santo usava pregare con una catena al collo, alla quale era legato un pesante macigno, ed invocava l'aiuto di Dio contro il maligno. Nella chiesa è conservata una catena, ritenuta quella di san Vicinio, che ancora oggi i fedeli, per devozione, usano indossare, per invocare l'aiuto del santo protettore contro il male.
- Cattedrale di Santa Croce di Forlì

L'attuale aspetto neoclassico, frutto dei grandi lavori che seguirono l'abbattimento della primitiva chiesa romanico gotica, le fu conferito dall'architetto Giulio Zambianchi che completò la nuova fabbrica nel 1841. Della struttura precedente rimangono la Cappella del Santissimo Sacramento nella navata destra e la grande Cappella della Madonna del Fuoco nella navata sinistra realizzata tra il 1614 e il 1636 sovrastata da una cupola ottagonale affrescata da Felice Cignani che vi raffigurò l'Assunzione della Vergine in cielo.
- Cattedrale di San Giovanni Battista di Cesena

Di valore storico-artistico è anche il Duomo cittadino dedicato a San Giovanni Battista, in stile gotico-romanico e risalente alla fine del Trecento, al cui interno sono racchiuse le spoglie di San Mauro. Il tempio conserva la più grande opera scultorea di Cesena, realizzata fra il 1494 e il 1505 dallo scultore lombardo Giovanni Battista Bregno da Osteno, entro la nicchia racchiusa fra due pilastri, decorati con candelabri, lo scultore ha raffigurato al centro, Cristo che raccoglie il proprio sangue in un calice fra i santi Giovanni Battista e Giovanni Evangelista e ai lati, Carlo e Camillo Verardi inginocchiati. Nei tondi, la Vergine Annunziata e l'Arcangelo Gabriele; il coronamento, nel quale si ipotizza fosse originariamente la figura del Padre Eterno, contiene oggi una conchiglia novecentesca. All'interno della Cattedrale è stato recentemente restituito dal ricercatore Alex Cavallucci al pittore manierista Livio Agresti un piccolo e importante dipinto raffigurante il Santo Battista eseguito su lastra di rame. Nella Cappella della Madonna del Popolo sono presenti affreschi di Corrado Giaquinto del 1750.
- Chiesa di San Lorenzo di Sogliano al Rubicone

La chiesa è facilmente riconoscibile perché si impone su tutto il paese. La fondazione di questa chiesa risale al 1144, con la prima testimonianza scritta in una bolla di Papa Lucio II. Nel 1700 l'edificio cominciò a decadere: nell'aprile del 1781 vi fu un terremoto che danneggiò seriamente l'intero edificio e la si poté inaugurare e riaprire al culto l'8 agosto 1819 dopo una serie di restauri messi a punto per rendere stabile la parrocchiale: da questo momento in poi la chiesa ebbe il suo aspetto attuale. Un secondo terremoto avvenuto all'inizio del XX secolo e i danni causati dal primo conflitto mondiale, resero d'obbligo un radicale intervento di restauro e la ricostruzione quasi totale dell'edificio che venne riaperto solo il 23 ottobre del 1938. L'interno ad unica navata è ampio e abbastanza luminoso, la copertura del soffitto è a volta a botte, possiede 4 cappelle per lato con archi a tutto sesto e copertura a botte.
- Chiesa di San Rocco di Gatteo

La Chiesa fu costruita nel 1484 circa in occasione delle pestilenze del 1435-1436 e del 1458-1461, nel rispetto del culto di San Rocco quale Santo al quale veniva richiesta protezione contro la peste. La struttura dell'Oratorio, o Chiesetta a capanna, è molto semplice: ha una sola navata con struttura lignea e pochissime aperture costituite da un piccolo rosone sul portale d'ingresso ed una finestra.
- Concattedrale di Santa Caterina di Bertinoro

La Concattedrale venne costruita nel 1500 sui resti del piccolo oratorio di Santa Caterina. In stile bramantesco conserva un notevole quadro del precedente oratorio ed un crocifisso ligneo del XVI secolo, al quale si lega un racconto; si narra infatti che fu scolpito da un pellegrino che avendo trovato rifugio nella zona alla sua partenza ricavò il manufatto da un imponente fico.
- Concattedrale di Santo Stefano di Modigliana

La Concattedrale ha origini molto antiche. Essa è documentata per la prima volta nell'892 come pieve di Santo Stefano in Juviniano; di questo antico edificio non rimane oggi che la cripta, a causa delle profonde ristrutturazioni che subì nel corso del XV secolo. La nuova chiesa fu consacrata dallo stesso Papa Giulio II, in occasione del suo passaggio nella città nel 1506.
- Eremo di Montepaolo di Dovadola

Sorge nei pressi di un antico monastero che ospitò Sant'Antonio di Padova per quasi un anno, dal maggio 1221 al marzo 1222. Il culto del santo è rimasto vivo in tutta l'area. Nel 1629 si verificò una guarigione miracolosa, che venne attribuita al santo. Fu edificato un eremo, che esiste tuttora, ricostruito interamente nel 1908 dopo un improvviso crollo.
- Pieve di San Giovanni in Compito di Savignano sul Rubicone

Antichissima pieve situata nella frazione di San Giovanni in Compito nel sito dove sorgeva l'insediamento di epoca romana; si trova citata in alcuni documenti ravennati del VII secolo. L'edificio originario fu però distrutto durante la guerra tra Longobardi e Bizantini nell'VIII secolo. L'attuale struttura, che presenta aspetti architettonici simili alle chiese ravennati ed altri di tipo romanico, dovrebbe risalire al X-XI secolo. Importanti restauri furono eseguiti nel 1822 e nel 1959-60. Elementi architettonici molto antichi, inseriti nella costruzione della chiesa come materiale di reimpiego da precedenti edifici, sono: l'architrave a treccia, un capitello di marmo con scolpito un tralcio di vite (usato come acquasantiera), la soglia di marmo rosso di Verona.

### Architetture militari

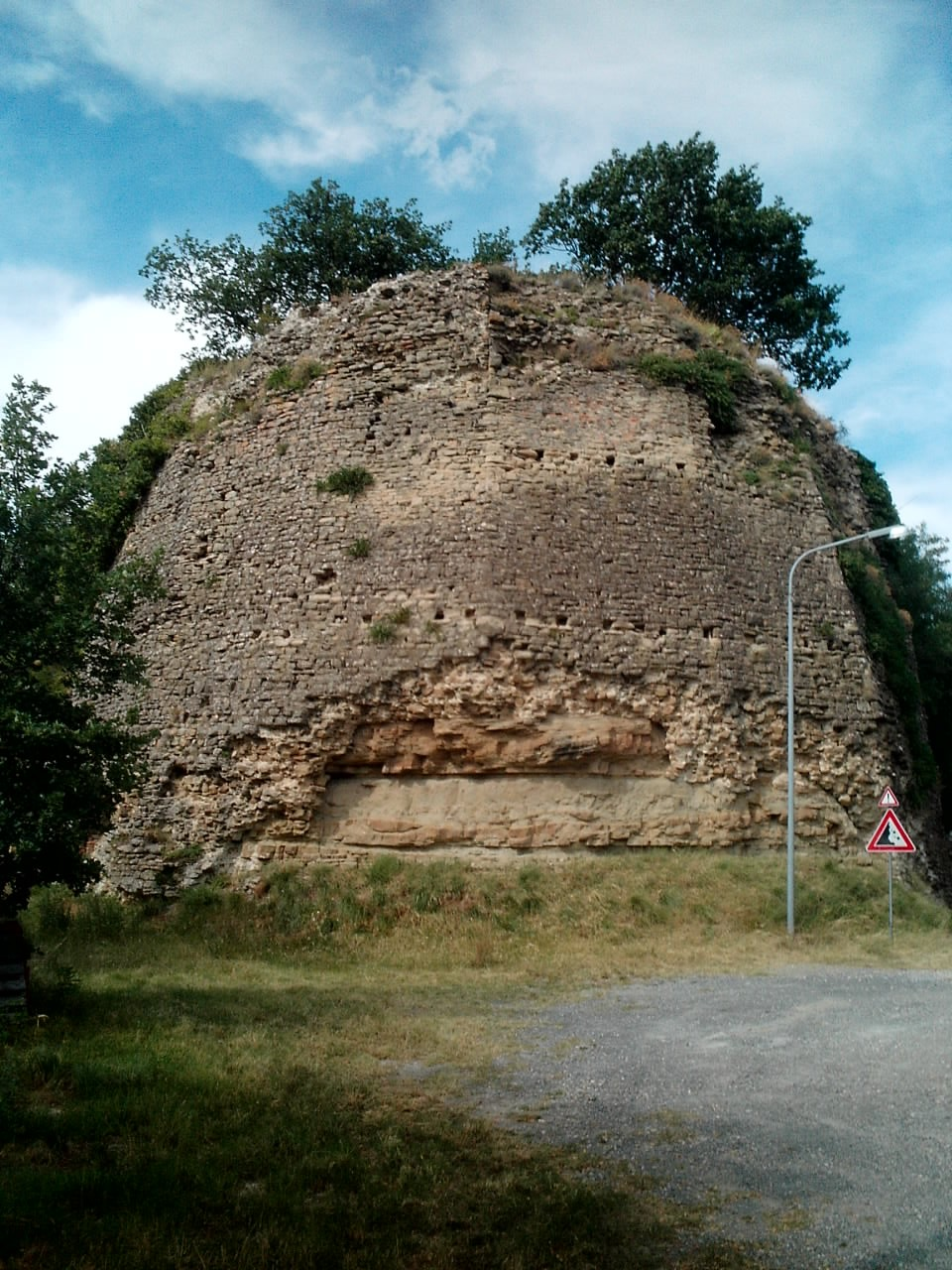
Castello di Giaggiolo

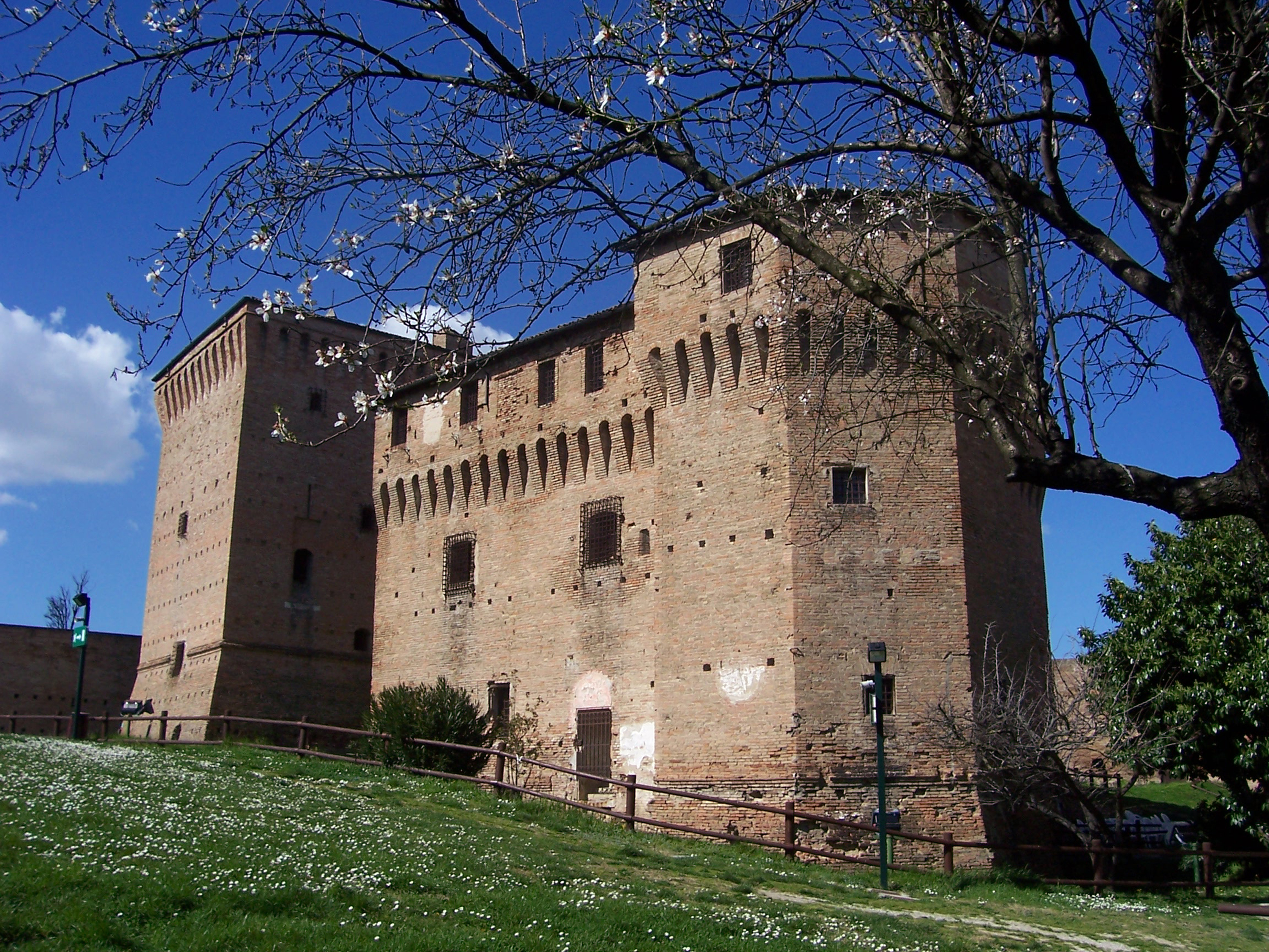
Rocca Malatestiana di Cesena

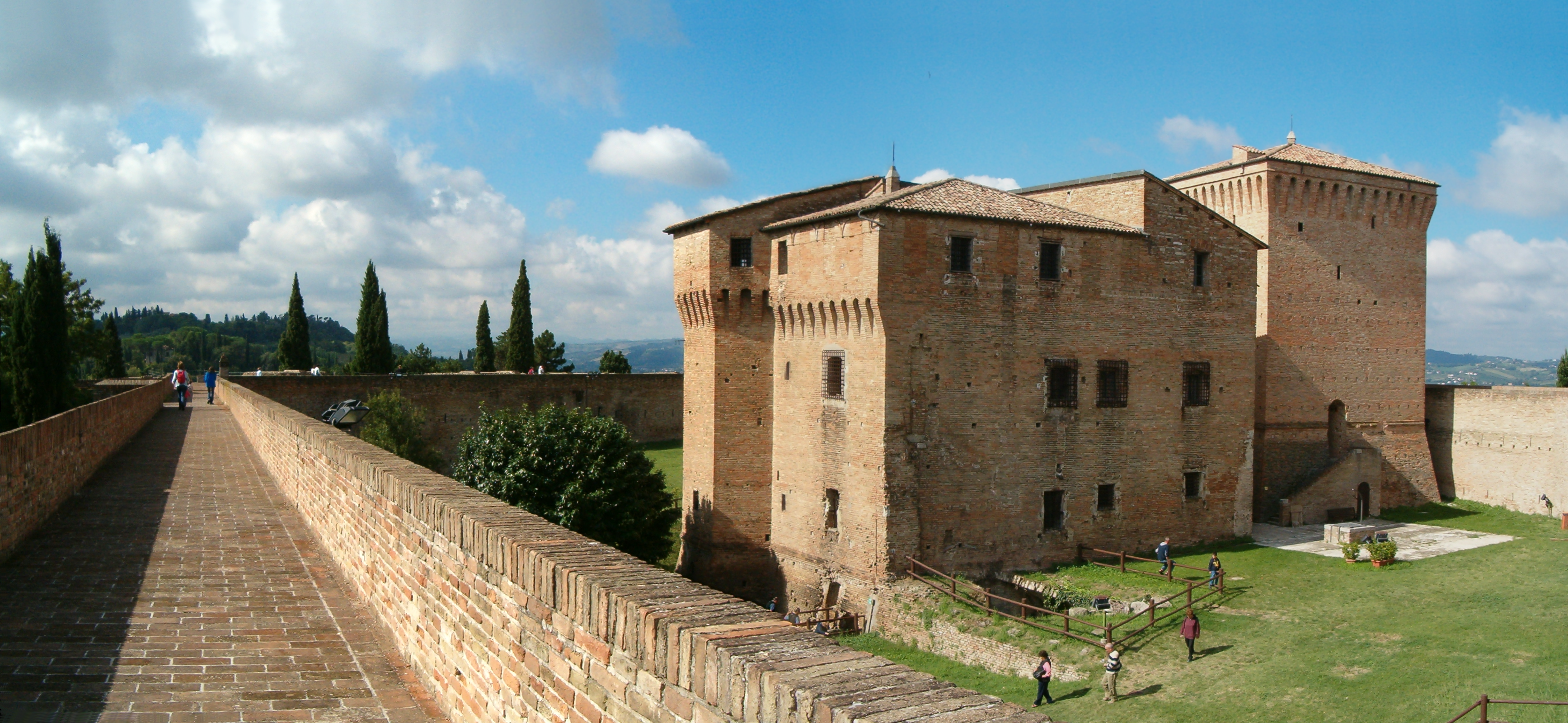
Rocca Malatestiana

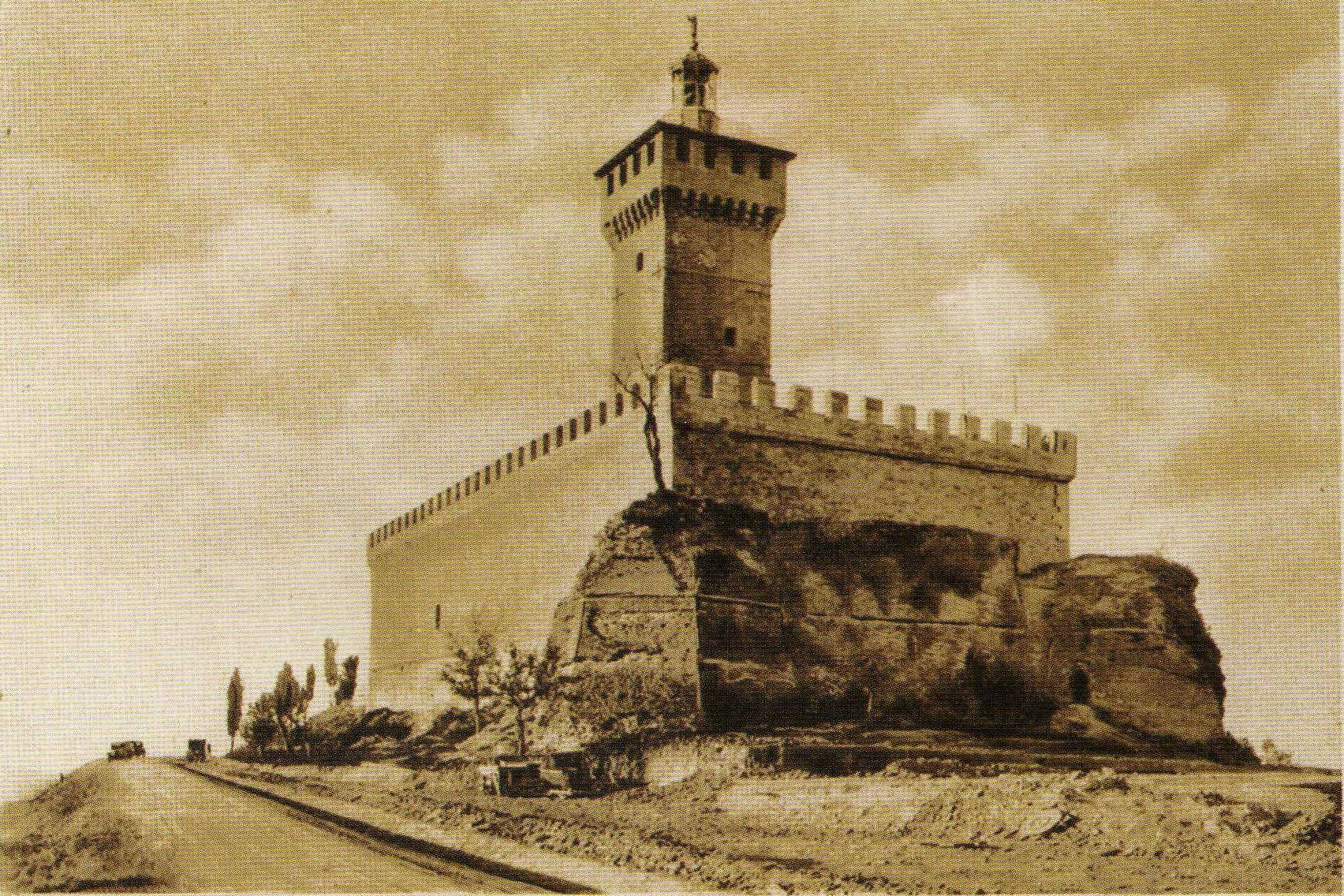
Rocca delle Caminate

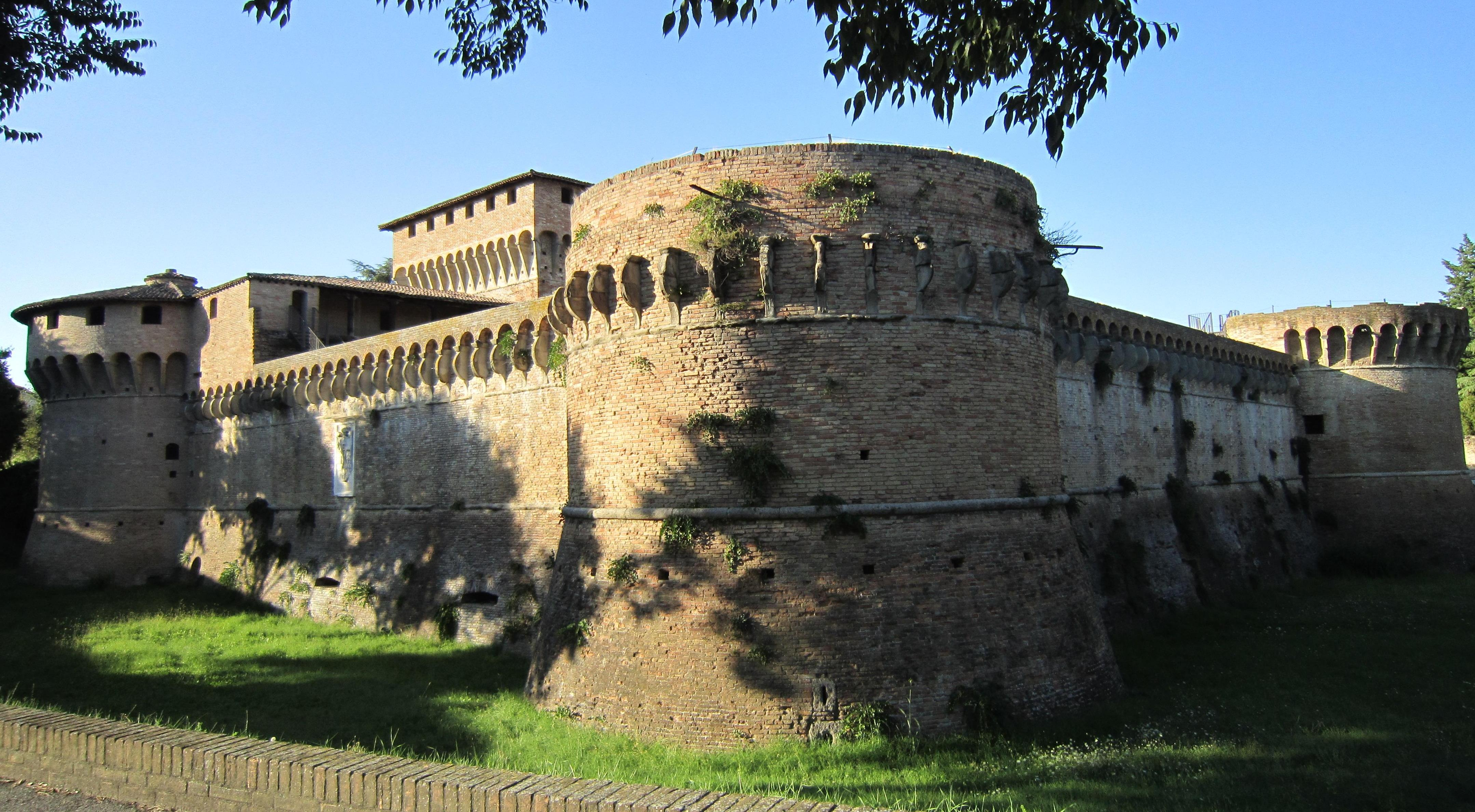
Rocca di Ravaldino

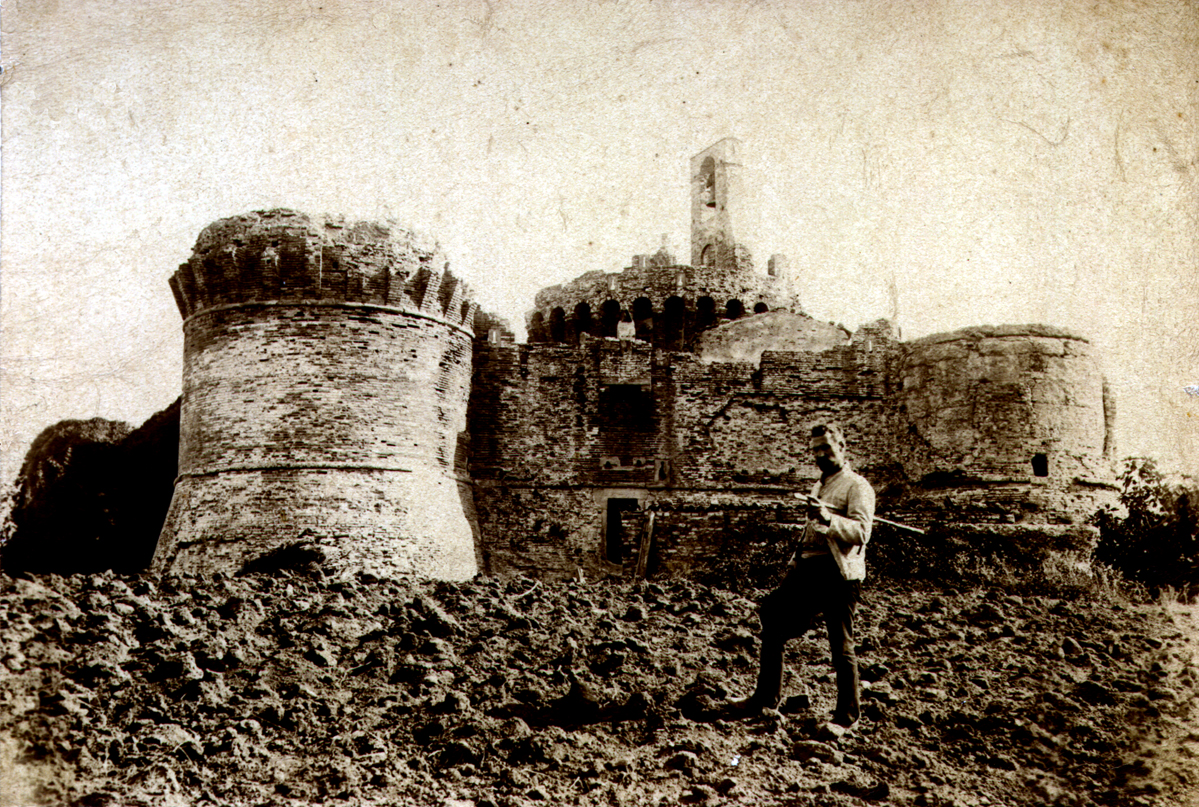
Rocca di Montepoggiolo

- Castello di Giaggiolo di Forlì

Il castello, documentato già nel 1021, fu la sede del ramo dei Malatesta detto di Giaggiolo, il cui capostipite fu quel Paolo Malatesta citato da Dante, insieme a Francesca da Polenta, nel V canto dell'Inferno. Infatti, vi nacque Orabile Beatrice, figlia dei Conti Severi di Giaggiolo, sposa di Paolo Malatesta. Il figlio di Paolo, Uberto Malatesta, conte di Giaggiolo, fu ucciso a tradimento nel 1324 per aver aderito al partito ghibellino. Anche Guido da Montefeltro, che aveva sposato Manentessa di Ghiaggiolo, rivendicò il titolo di Conte di Ghiaggiolo, alla morte del cognato Uberto di Ghiaggiolo.
- Castello Malatestiano di Longiano

Il castello fu fondato nel 1059 per scopi difensivi. Dal 1290 al 1463 questo castello fu dunque un possedimento dei Malatesta; dal 1463 al 1519 appartenne allo Stato della Chiesa. Nel 1503 le truppe di Cesare Borgia conquista il borgo. Il 16 settembre 1519 Papa Leone X concesse in feudo perpetuo Longiano al Conte Guido Rangone di Modena. Dopo l'Unità d'Italia il castello fu ristrutturato. Durante la seconda guerra mondiale fu bombardato.
- Castello di San Martino in Converseto di Borghi

Fu costruito nel XII secolo nei pressi dell'omonima chiesa risalente al secolo precedente. Del castello rimangono oggi solo delle vestigia di mura. Anche questa comunità fu autonoma, sui iuris, e condivise le vicende del castello dei Borghi fino al XVII secolo, del Vicariato di Sant'Arcangelo e poi fu sotto i Malatesta di Rimini e di Sogliano. Fu distrutto, come Raggiano, dalla Compagnia del Conte Lando e poi ricostruito. Il 21 marzo del 1621 fu venduto da Sigismondo II di Malatesta a Mons. Francesco Sacrati. Nel 1645 fu ceduto alla Santa Sede.
- Castello di Sorrivoli

Il Castello di Sorrivoli fu proprietà degli arcivescovi di Ravenna, poi dei Malatesta nel 1237, dello Stato della Chiesa 1290, e dei Roverella di Cesena nel XV secolo. Successivamente il castello passò agli Allocatelli Fabbri e poi, dopo i bombardamenti del 1944 alla prebenda parrocchiale. Oggi è adibito a Chiesa e abitazione.
- Rocca di Bertinoro

La Rocca fu costruita probabilmente intorno all'anno Mille. La Rocca venne costruita in modo tale da fonderla con gli speroni di roccia sui quali poggia e questa la dota di un ulteriore strumento di difesa naturale. La Rocca fu per molto tempo il cuore del paese ed oltre che residenza signorile, fungeva anche da deposito di provviste ed acqua, prigione ed era il centro della vita militare. Dopo aver ospitato Federico Barbarossa nel 1177, le sue mura ospitarono personaggi legati alle famiglie Sforza e Borgia, fino a divenire sede vescovile. È sede del Museo di Arte Sacra e del Centro Universitario di Bertinoro.
- Rocca delle Caminate di Meldola

La Rocca era un bastione difensivo e di avvistamento sito nella omonima frazione a pochi chilometri dal Comune di Meldola. Agli inizi del Novecento ne restava solo qualche rudere. Su tali ruderi nel 1929 fu costruito un nuovo edificio, che imitava lo stile medioevale, per donarlo a Benito Mussolini, il quale vi ospitò personaggi di rilievo storico a cavallo delle due Guerre Mondiali.
- Rocca Malatestiana di Cesena

Cesena deve alla famiglia dei Malatesta anche la sua Rocca, una delle più imponenti della Romagna, con "corte" e due torrioni centrali, chiamati "Maschio" e "Femmina". In quest'ultimo è allestito il Museo di Storia dell'Agricoltura che offre ai visitatori uno spaccato sul mondo rurale romagnolo nel corso dei tempi, mentre nel "Maschio" è posta l'esposizione permanente di Ceramiche Malatestiane.
- Rocca di Montepoggiolo di Castrocaro Terme e Terra del Sole

Nato probabilmente come torre di vedetta della cittadella di Castrocaro Terme, i primi documenti storici che riportano indirettamente informazioni su questa rocca portano la data del 906, dove viene citato tal conte Berengario del castello di Montepoggiolo. Nel 1403, insieme al castello di Castrocaro viene annessa al Granducato di Toscana. Nel 1471 viene deciso il suo ampliamento da semplice torre a rocca vera e propria e tra il 1482 e il 1490 fu costruita su progetto di Giuliano da Maiano. Nel 1564, con la costruzione di Terra del Sole a brevissima distanza, la rocca di Montepoggiolo ne diviene vedetta, fino al suo disarmo nel 1772. Nel 1782 venne ceduta e da allora è rimasta proprietà privata.
- Rocca di Meldola

La Rocca, sorge su uno sperone di roccia che domina il borgo dall'alto. Probabilmente risalente all'anno 1000, essa è stata teatro di dominazione dei Montefeltro prima, degli Ordelaffi e dei Malatesta poi. Baluardo militare, venne convertita a residenza privata da Leonello Pio da Carpi.
- Rocca di Ravaldino di Forlì

Fu cittadella centrale nel sistema difensivo delle mura medievali già ai tempi degli Ordelaffi e centro di governo, in particolare sotto Caterina Sforza: la Rocca fu il principale teatro dello scontro con le truppe francesi e pontificie di Cesare Borgia. La cittadella è costituita da soli due torrioni posti nel lato nord-est della città, in posizione abbastanza distante dalla rocca. Durante il XV secolo la cittadella era cinta da un profondo ed ampio fossato, di cui rimane visibile traccia, che fu asciugato e parzialmente riempito quando la fortezza perse gradualmente la sua funzione e passò ad essere adibita a carcere.

### Siti archeologici

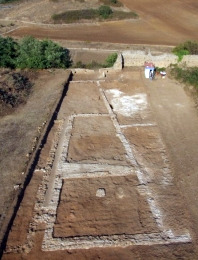
Parco archeologico del Colle Garampo

- Fornaci romane di Ronta di Cesena

Nel settembre del 2005, durante i lavori per la realizzazione del Canale Emiliano Romagnolo, sono state scoperte a Ronta di Cesena delle fornaci romane. Esse sono le più integre mai rinvenute in Emilia-Romagna e forse in tutta l'Italia settentrionale. Il complesso risale al II secolo a.C. ed è composto da tre fornaci di forma rettangolare di grandi dimensioni, la pavimentazione fu fabbricata in mattoncini. All'interno di esse si producevano laterizi.
- Parco archeologico del Colle Garampo di Cesena

Recentemente, durante lavori di scavo, sono stati scoperti nel centro storico dei reperti di epoca romana, fra i quali un mosaico pavimentale in tessere bianche e nere con decorazioni vegetali e libere che, "staccato" dalla sua originaria collocazione ed interamente ristrutturato dagli esperti restauratori della scuola di Ravenna, è attualmente esposto in una sala del Palazzo Comunale.
Altri reperti di epoca romana e medievale (fondamenta di edifici e strade adiacenti) che si ritengono di notevole valore storico, sono stati rinvenuti nel 2005, durante gli scavi per la costruzione di un parcheggio, nelle immediate vicinanze del centro storico.
- Sito archeologico di Monte Poggiolo di Castrocaro Terme e Terra del Sole

A poca distanza dal castello, in località detta Ca' Belvedere, sono stati ritrovati a partire dal 1983 migliaia di reperti litici, manufatti risalenti ad oltre ottocentomila anni fa, considerati di grande importanza per la conoscenza dell'Italia del Paleolitico poiché spostavano molto indietro nel tempo le conoscenze relative alla presenza di ominidi nella Penisola italiana. In ogni caso il sito di Monte Poggiolo è importante per essere un luogo di costruzione dove gli ominidi hanno realizzato i manufatti, lasciando in loco le schegge del lavoro eseguito e in qualche caso il pezzo stesso che, abbandonato perché forse non ben realizzato, ha permesso agli archeologi di ricostruire tutte le fasi del lavoro, scheggia per scheggia fino a riassemblare la pietra originale.

### Aree naturali

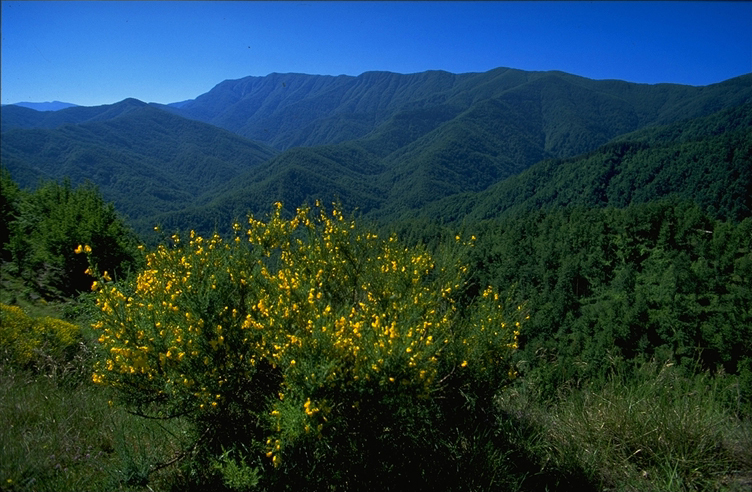
Crinale di Sasso Fratino nel Parco nazionale delle Foreste Casentinesi, Monte Falterona e Campigna

- Parco naturale del fiume Savio

Il Parco si trova nel comune di Cesena, lungo il corso del fiume Savio. Arriva fin dentro il centro urbano di Cesena, sviluppandosi per 6 km, da Molino Cento fino al Ponte Nuovo. È previsto un ampliamento verso la zona di Roversano. Il parco ospita un'ampia varietà di uccelli e di mammiferi selvatici, dagli aironi alle poiane, dalle lepri ai caprioli. L'accesso all'area naturalistica avviene attraverso sentieri a basso impatto ambientale, presenti su entrambe le rive, con attraversamenti a guado e passerelle ciclopedonali, mentre il tratto fra il Ponte Vecchio e il Ponte Nuovo è concepito come parco urbano per il tempo libero dei cittadini.
- Parco nazionale delle Foreste Casentinesi, Monte Falterona e Campigna

Il Parco Nazionale è stato istituito nel 1993 ed è situato nell'Appennino settentrionale, tra le province di Forlì-Cesena, di Arezzo e di Firenze. Il Parco ha come elemento caratterizzante la dorsale appenninica ad andamento tendenzialmente nordovest/sud-est. Dal crinale, si sviluppano nel versante romagnolo, una serie di contrafforti secondari subparalleli che danno origine a diverse vallate laterali. Le quote del Parco variano da 400 a 1.658 metri: il Monte Falco (1.658 m) ed il Monte Falterona (1.654 m), da cui sorge il fiume Arno, sono le vette più alte. Dal punto di vista naturalistico, circa l'80% del territorio è boscoso: l'area protetta rappresenta una delle foreste più pregiate d'Europa. Dal 23 settembre 1985 la R.N.I. di Sasso Fratino è insignita del Diploma delle Aree protette del Consiglio d'Europa (Risoluzione (85) 12 del 23.9.85), mentre il 7 luglio 2017, a Cracovia, la Commissione UNESCO ha inserito la Riserva naturale integrale di Sasso Fratino e le faggete vetuste ricomprese nel perimetro del parco, nel Patrimonio Mondiale dell'Umanità all'interno del sito seriale Primeval Beech Forests of the Carpathians and Other Regions of Europe.

## Società

### Evoluzione demografica
La tabella seguente riporta l'evoluzione del numero dei residenti nella provincia dal 2001 al 2010:
| Anno | Residenti | Variazione |
| ---- | --------- | ---------- |
| 2001 | 358 525   | —          |
| 2002 | 362 245   | 1,0%       |
| 2003 | 366 805   | 1,3%       |
| 2004 | 371 318   | 1,2%       |
| 2005 | 374 678   | 0,9%       |
| 2006 | 377 993   | 0,9%       |
| 2007 | 383 043   | 1,3%       |
| 2008 | 388 019   | 1,3%       |
| 2009 | 392 329   | 1,1%       |
| 2010 | 395 489   | 0,8%       |

### Lingue e dialetti

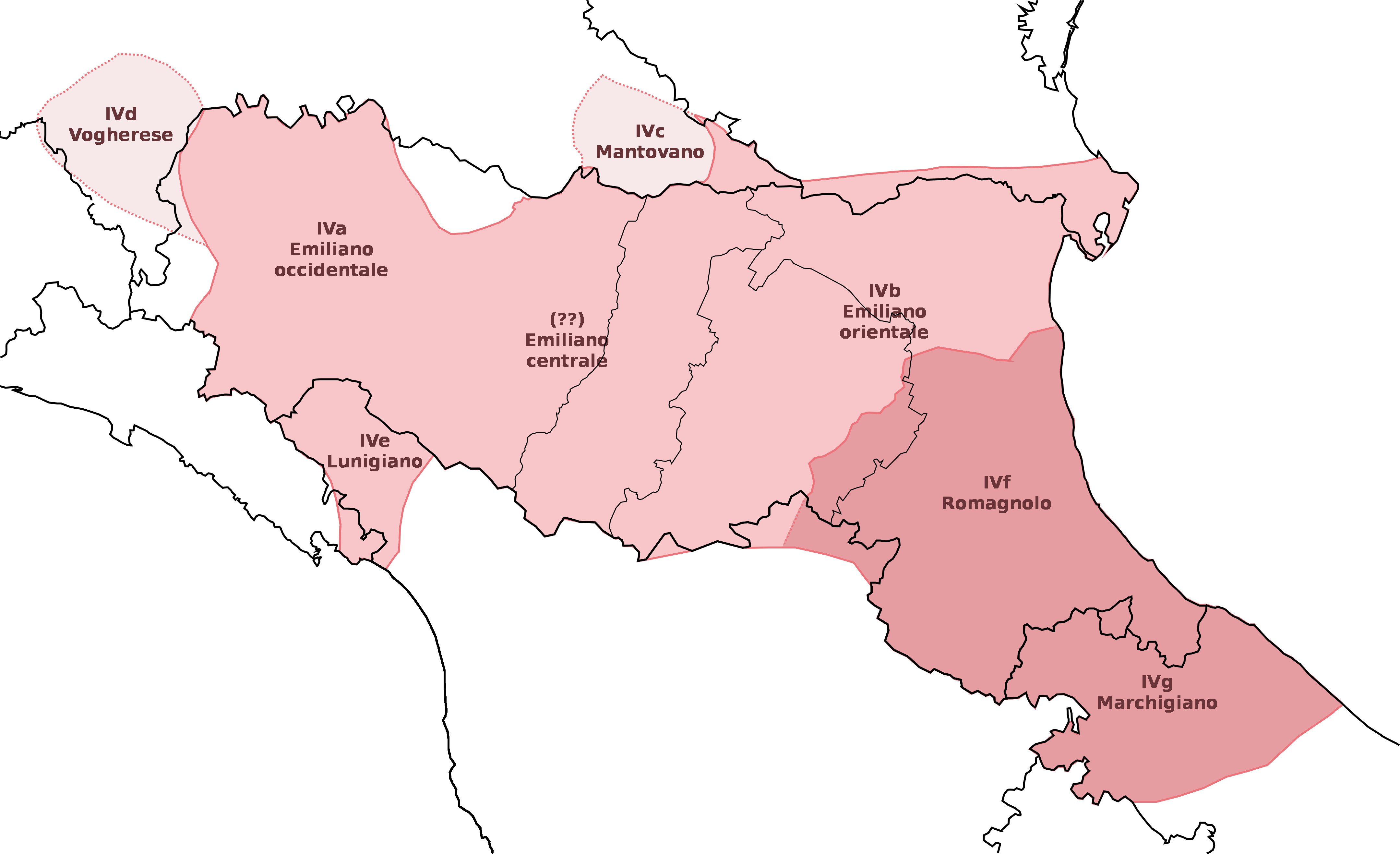
La zona di diffusione del dialetto romagnolo è colorata in rosa scuro.

Nella provincia, accanto alla lingua italiana, si parla la lingua romagnola. Quest'ultima, derivante dal latino e inclusa nella famiglia delle lingue gallo-italiche, è caratterizzata da un forte rilievo delle consonanti nelle parole e da una notevole moltiplicazione dei fonemi vocalici rispetto all'italiano, che ne ha solo sette. Esistono comunque varie forme del dialetto stesso. Ad esempio quello di Cesena è differente da quello di Forlì. Linguisticamente, il centro è rappresentato proprio dalla zona di Forlì, che costituirebbe dunque il fulcro glottologica , mentre a mano a mano che ci si sposta verso la periferia dell'area linguistica romagnola (oltre i confini regionali a sud, ovest e verso l’Emilia a nord) le caratteristiche si vanno facendo sempre meno peculiari: Dante Alighieri, infatti, nel De vulgari eloquentia vede nella città di Forlì il meditullium della Romagna, cioè la sua zona centrale, anche dal punto di vista linguistico. Interessanti influenze toscane, dovute a motivi sia geografici sia storici, si notano nella cosiddetta Romagna toscana.

### Religione
La maggioranza della popolazione è di religione cattolica, le città di Forlì e Cesena sono sede vescovile delle rispettive diocesi.
In provincia sono anche presenti comunità evangeliche (Assemblea di Dio in Italia e Chiesa Evangelica Battista), testimoni di Geova e seguaci di altre confessioni libere come quelli della Chiesa cristiana avventista del settimo giorno.
Con l'immigrazione sono giunte anche fedi di carattere orientale come il Buddismo, l'Induismo e fedi cristiano-ortodosse. 
La parte più rilevante tra queste minoranze è però costituita da persone di fede musulmana; a Cesena è presente il Centro di Cultura e di Studi Islamici e nella frazione di Monte Aguzzo di Cesena è presente l'unico luogo di sepoltura per gli islamici in Romagna, mentre a Forlì è presente il Centro Culturale Islamico.
Inoltre a Cesena è presente la Chiesa di Scientology, che hanno fondato un'associazione di volontariato chiamata "Amici di Lafayette Ronald Hubbard".

### Qualità della vita
Secondo la ricerca de Il Sole 24 Ore sulla qualità della vita nelle province italiane, la provincia di Forlì-Cesena nel 2011 si è collocata al 12º posto, avanzando di sette posti rispetto all'anno precedente.
| Anno | Qualità della Vita (Italia Oggi) | Benessere Interno Lordo (Il Sole 24 Ore) |
| ---- | -------------------------------- | ---------------------------------------- |
| 2003 | 35ª posizione                    | –                                        |
| 2004 | 28ª posizione                    | –                                        |
| 2005 | 14ª posizione                    | –                                        |
| 2006 | 32ª posizione                    | –                                        |
| 2007 | 36ª posizione                    | –                                        |
| 2008 | 19ª posizione                    | –                                        |
| 2009 | 39ª posizione                    | 1ª posizione                             |
| 2010 | 19ª posizione                    | –                                        |

## Geografia fisica
Il territorio è suddiviso in pianura per il 32,8%, collina per il 44,5%, montagna per il 22,7%.

## Comuni
Appartengono alla provincia di Forlì-Cesena i seguenti 30 comuni: 
- Bagno di Romagna
- Bertinoro
- Borghi
- Castrocaro Terme e Terra del Sole
- Cesena
- Cesenatico
- Civitella di Romagna
- Dovadola
- Forlimpopoli
- Forlì
- Galeata
- Gambettola
- Gatteo
- Longiano
- Meldola
- Mercato Saraceno
- Modigliana
- Montiano
- Portico e San Benedetto
- Predappio
- Premilcuore
- Rocca San Casciano
- Roncofreddo
- San Mauro Pascoli
- Santa Sofia
- Sarsina
- Savignano sul Rubicone
- Sogliano al Rubicone
- Tredozio
- Verghereto

### Elenco dei presidenti

Gonfalone

### Comuni più popolosi
| Pos. | Comune                 | Abitanti | Stemma |
| ---- | ---------------------- | -------- | ------ |
| 1    | Forlì                  | 117 964  |        |
| 2    | Cesena                 | 97 210   |        |
| 3    | Cesenatico             | 25 891   |        |
| 4    | Savignano sul Rubicone | 18 101   |        |
| 5    | Forlimpopoli           | 13 162   |        |
| 6    | San Mauro Pascoli      | 12 376   |        |
| 7    | Bertinoro              | 11 093   |        |
| 8    | Gambettola             | 10 920   |        |
| 9    | Meldola                | 9 976    |        |
| 10   | Gatteo                 | 9 407    |        |

## Onorificenze
Il gonfalone della provincia di Forlì-Cesena è stato decorato con medaglia d'oro al merito civile per la Resistenza. La medaglia è stata conferita il 16 aprile 2009 e consegnata al presidente della Provincia dal Presidente della Repubblica Giorgio Napolitano il 24 aprile 2009.